# Vad än dig möter, käre vän
Vad än dig möter, käre vän (Urspr. Ehvad dig möter, käre vän) är en så kallad läsarsång från 1881 av Carl Lundgren med musik hämtad ur Hemlandstoner från 1884. Psalmen har en uppmuntrande körtexten: 
Och det skall ske, att vem som helst
av Herren nåd begär,
skall från all synd och död bli frälst
och vara där han är.
Carl Lundgren reste omkring och sjöng med hjälp av sitt psalmodikon, och det är troligt att även denna sång från början är en solosång. Texten består av fem 4-radiga verser samt den fyra rader långa körtexten till den första versen. Emil Gustafson valde bibelordet Apostlagärningarna 2: 21 "Hvar och en som åkallar Herrens namn skall varda frälst."  för denna psalmtext i sin psalmbok Hjärtesånger 1895.
Melodin G-dur i 6/8-dels takt.

## Inspelningar
- Bröderna Jönsson sjunger gamla läsarsånger.[2]
- 1984 – Mamma är det långt till himlen av Torkel Selin.[3]
- 1985 – Gospelsånger II med Mia Marianne & Per Filip[4]

## Publicerad i
- Det glada budskapet 1890, som nr 43 med titeln "Ehwad dig möter kära wän."
- Hjärtesånger 1895 som nummer 37 med titeln "Ho som helst" under rubriken "Väckelse- och Inbjudningssånger".
- Zions Strängaspel 1907 10:e upplagan under rubriken Säg det för Jesus.
- Samlingstoner 1919 som nr 125 under rubriken "Trossånger".
- Fridstoner 1926 som nr 58 under rubriken "Frälsnings- och helgelsesånger".
- Segertoner 1930 som nr 130 under rubriken "Väckelse och inbjudan".
- Segertoner 1960 som nr 131.
- Psalmer och Sånger 1987 som nr 597 under rubriken "Att leva av tro - Omvändelse".[5]
- Segertoner 1988 som nr 515 under rubriken "Att leva av tro - Omvändelse".[1]

Enbart körsångstexten Och det skall ske att vem som helst av Herren nåd begär är publicerad i
- Frälsningsarméns sångbok 1929 som nr 45 i körsångsdelen under rubriken "Frälsning".
- Frälsningsarméns sångbok 1968 som nr 48 i körsångsdelen under rubriken "Frälsning".
- Frälsningsarméns sångbok 1990 som nr 784 under rubriken "Frälsning".
- Sångboken 1998 som nr 188.